# Surwold
Surwold is een gemeente in de Duitse deelstaat Nedersaksen. De gemeente is onderdeel van de Samtgemeinde Nordhümmling in het landkreis Emsland. Surwold telt 4.273 inwoners.
Tot de deelgemeente Surwold behoren ook Börgerwald en het noordelijker dorpje Börgermoor.
Tot de beruchte 15 nazi-kampen Emslandlager behoorde van 1933-1947 Kamp Börgermoor (kamp nr. 1), hier moesten de dwangarbeiders, evenals in kamp 7 Esterwegen, zware arbeid in de turfwinning en de ontginning van hoogveen verrichten. In dit kamp is het bekende Moorsoldatenlied ontstaan.
Surwold ligt aan de Bundesstraße 401 en het evenwijdig daaraan lopende Küstenkanaal. aan dit kanaal bezit Surwold een kleine binnenhaven met aangrenzend bedrijventerrein. Slechts ruim 2 km ten noorden van Surwold ligt het complex van de autotestbanen van Papenburg.
Bij Börgerwald is een recreatieterrein met sprookjesbos en klauterbos voor de kinderen aanwezig. Het complex beschikt ook over een camping.
In de dienstensector is de katholieke instelling Jugendhilfe Johannesburg (300 werknemers) vermeldenswaard. Ze werd in 1913 opgericht als gesticht voor jeugdige delinquenten. In de eerste 7 jaar na de Tweede Wereldoorlog kwamen hier misstanden, zoals seksueel misbruik en gedwongen arbeid in het veen onder slechte omstandigheden, regelmatig voor. Tewerkstelling in het veen bleef, zeker voor jongens vanaf ca. 18 jaar, wel gebruikelijk tot in de jaren 1970. Tegenwoordig is het een instelling voor kinderen en jongeren met psychische klachten, die aan moderne eisen van zorg voldoet. De instelling staat nabij Börgermoor.
Zie voor meer informatie: Samtgemeinde Nordhümmling.
- Gemeinsame Normdatei: 4106434-3
- Virtual International Authority File: 235945500
- WorldCat: E39PCjGyFmFKX9YT77FR6MJ6mm

Andervenne ·
Bawinkel ·
Beesten ·
Bockhorst ·
Börger ·
Breddenberg ·
Dersum ·
Dohren ·
Dörpen ·
Emsbüren ·
Esterwegen ·
Freren ·
Fresenburg ·
Geeste ·
Gersten ·
Groß Berßen ·
Handrup ·
Haren (Ems) ·
Haselünne ·
Heede ·
Herzlake ·
Hilkenbrook ·
Hüven ·
Klein Berßen ·
Kluse ·
Lähden ·
Lahn ·
Langen ·
Lathen ·
Lehe ·
Lengerich ·
Lingen ·
Lorup ·
Lünne ·
Meppen ·
Messingen ·
Neubörger ·
Neulehe ·
Niederlangen ·
Oberlangen ·
Papenburg ·
Rastdorf ·
Renkenberge ·
Rhede ·
Salzbergen ·
Schapen ·
Sögel ·
Spahnharrenstätte ·
Spelle ·
Stavern ·
Surwold ·
Sustrum ·
Thuine ·
Twist ·
Vrees ·
Walchum ·
Werlte ·
Werpeloh ·
Wettrup ·
Wippingen